# Побоковичи (Бобруйский район)
Побо́ковичи (бел. Пабокавічы) — деревня в составе Горбацевичского сельсовета Бобруйского района Могилёвской области Белоруссии.

## Население
- 1999 год — 126 человек
- 2010 год — 91 человек